# زنان فضانورد

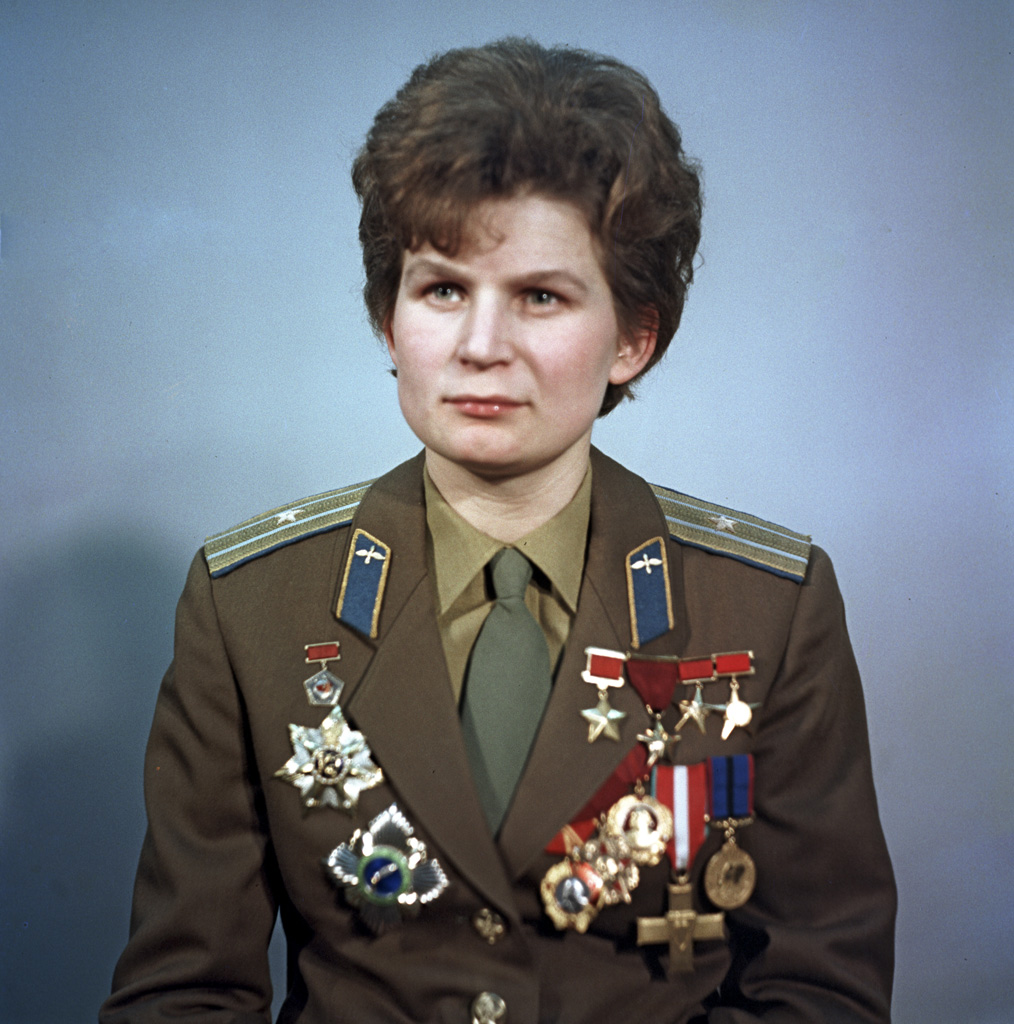
والنتینا ترشکووا، نخستین زن فضانورد

نخستین زن فضانورد والنتینا ترشکووا کیهان‌نورد روسی است که در ۱۴ ژوئن سال ۱۹۶۳ میلادی با فضاپیمای وستک-۶ به فضا رفت. وی پس از ۷۱ ساعت و ۴۸ بار گردش به دور زمین، در ۱۹ ژوئن به زمین بازگشت. او در طول بازگشت،  از کپسول خود در ارتفاع ۲۰،۰۰۰ پائی خارج شده و با چتر نجات به زمین نشست.
در سال ۱۹۶۳ و پس از بازگشت موفقیت آمیز از فضا، با آندرین نیکلایف دیگر فضانورد روسی ازدواج کرد.
بعدها وارد فعالیت‌های سیاسی شد و به عضویت دوما رسید.
نخستین فضانورد زن که اقدام به راهپیمایی فضایی کرد، اسوتلانا ساویتسکایا کیهان‌نورد روسی است که در ۲۵ ژوئیه ۱۹۸۴ پس از خروج از ایستگاه فضایی سالیوت-۷ به مدت ۳ ساعت و ۳۵ دقیقه در مدار زمین به راهپیمایی پرداخت. وی همچنین دومین فضانورد زن جهان است.

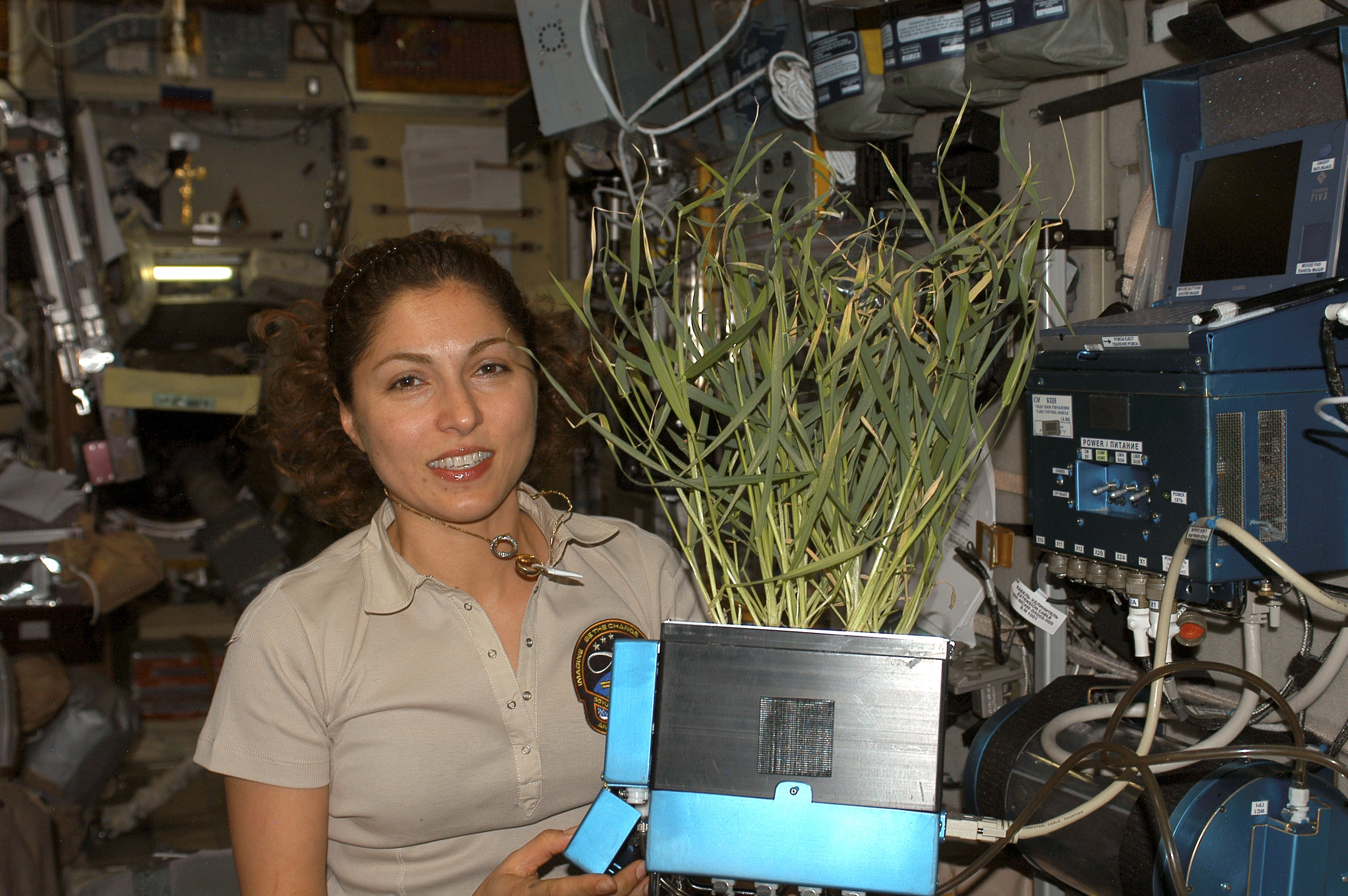
انوشه انصاری درحال نمایش گیاهی که در بخش ازوزدا در ایستگاه ایستگاه فضایی بین‌المللی پرورش یافته است

نخستین فضانورد و گردشگر فضایی ایرانی نیز یک زن بود. انوشه انصاری، که با پرداخت حدود ۲۰ میلیون دلار با فضاپیمای روسی سایوز تی‌ام‌ای ۹ در ۱۸ سپتامبر ۲۰۰۶ به مدار زمین رفت، اقامت ۹ روزه خود را در ایستگاه فضایی بین‌المللی آغاز نمود. انوشه انصاری ترجیح می‌دهد در مورد خود از عنوان «فضانورد همراه» به‌جای واژه «توریست فضایی» استفاده کند.

## زنان فضانورد در جهان
زنان فضانورد از کشورهای متفاوت عبارتند از:

### روسیه (و شوروی)
- والنتینا ترشکووا، نخستین زن فضانورد
- اسوتلانا ساویتسکایا
- یلنا کنداکووا
- یلنا سرووا
- گالینا آملکینا (آلمان-روسیه)
- یلنا دوبروکواشینا
- یکاترینا ایوانووا
- ناتالیا کولشووا
- نادژدا کوژلنایا
- تاتیانا کوزنتسووا
- ایرینا ناتیشوا
- اسوتلانا اوملچنکو
- لاریسا پوژارسکایا
- ایرینا پرونینا
- ایرینا سولویوونا
- ژانا یورکینا
- تامارا زاخارووا

### آمریکا

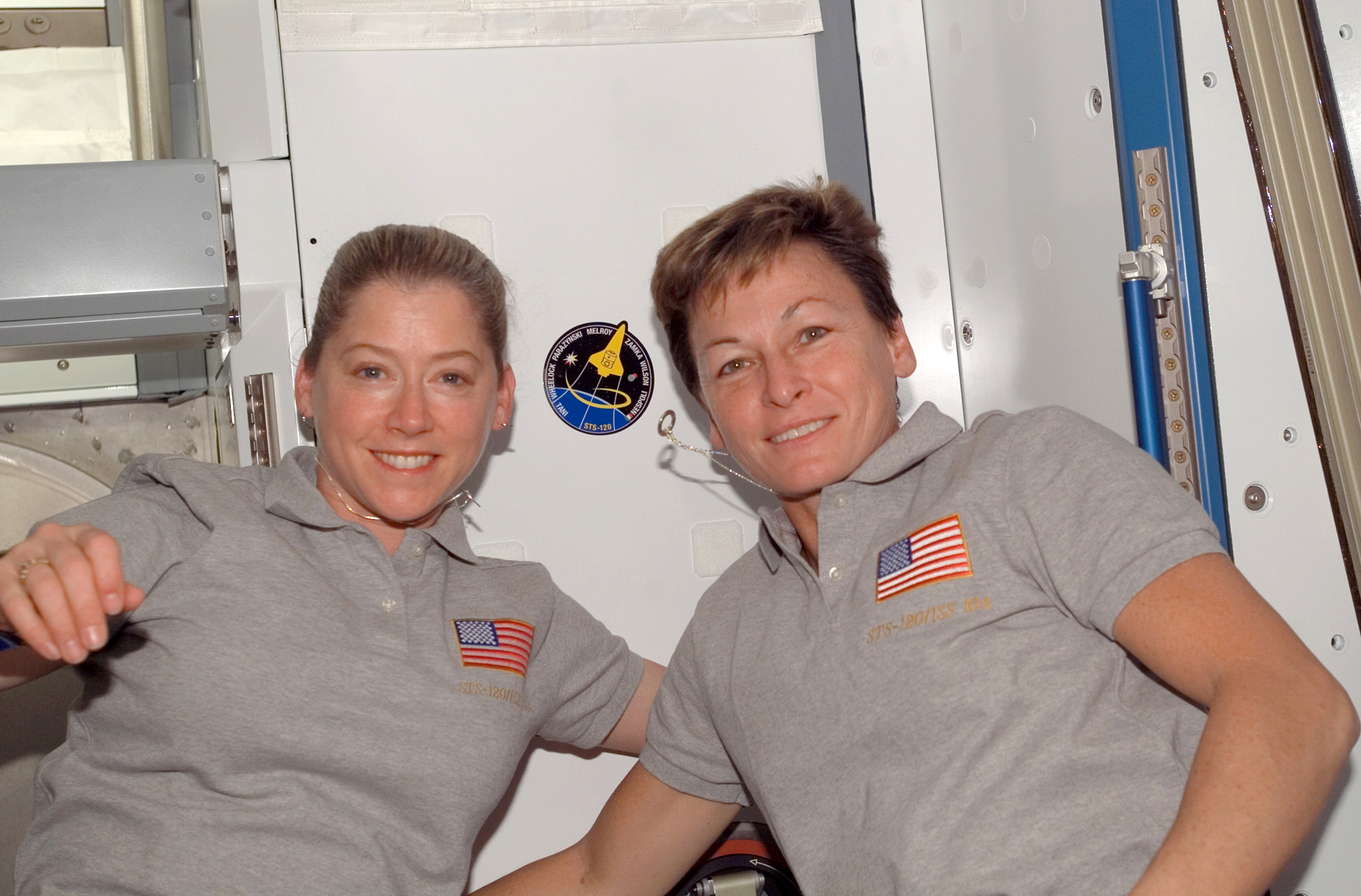
فضانوردان پگی ویتسون و پاملا ملروی در ایستگاه فضایی بین‌المللی

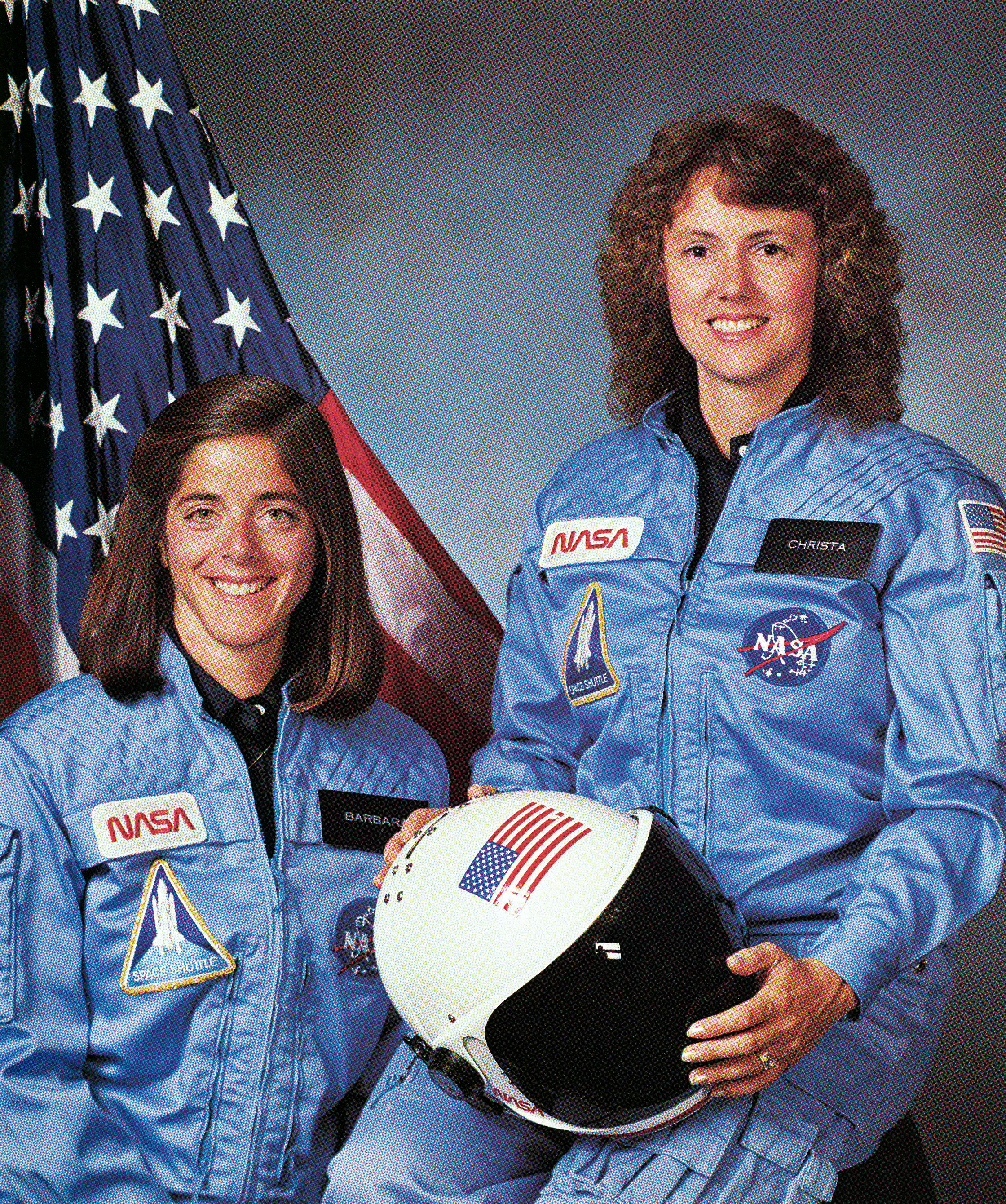
کریستا مک‌آلیف (راست) و باربارا مورگان، دو فضانورد زن آمریکایی. کریستا مک‌آلیف در فاجعه انفجار فضاپیمای چلنجر در سال ۱۹۸۶ جان خود را از دست داد.

- کاترین مگان مک آرتور
- مارشا آیوینز
- تامارا جرنیگان
- کاترین ثورنتون
- هایدماری استفانیشین-پایپر
- جودیت رزنیک
- کرن نایبرگ
- لیسا نواک
- آنا لی فیشر
- ساندرا مگنوس
- بانی دانبار
- سوزان هلمز
- وندی لارنس
- آیلین کالینز
- کالپانا چاولا (هند-آمریکا)
- پاملا ملروی
- پگی ویتسون
- انوشه انصاری (ایران-آمریکا)
- تریسی کالدول
- سونیتا ویلیامز (هند-آمریکا)
- تریسی کالدول
- نیکول پاسونو استات
- لارل کلارک
- جوان هیگینبوتهام

### فرانسه

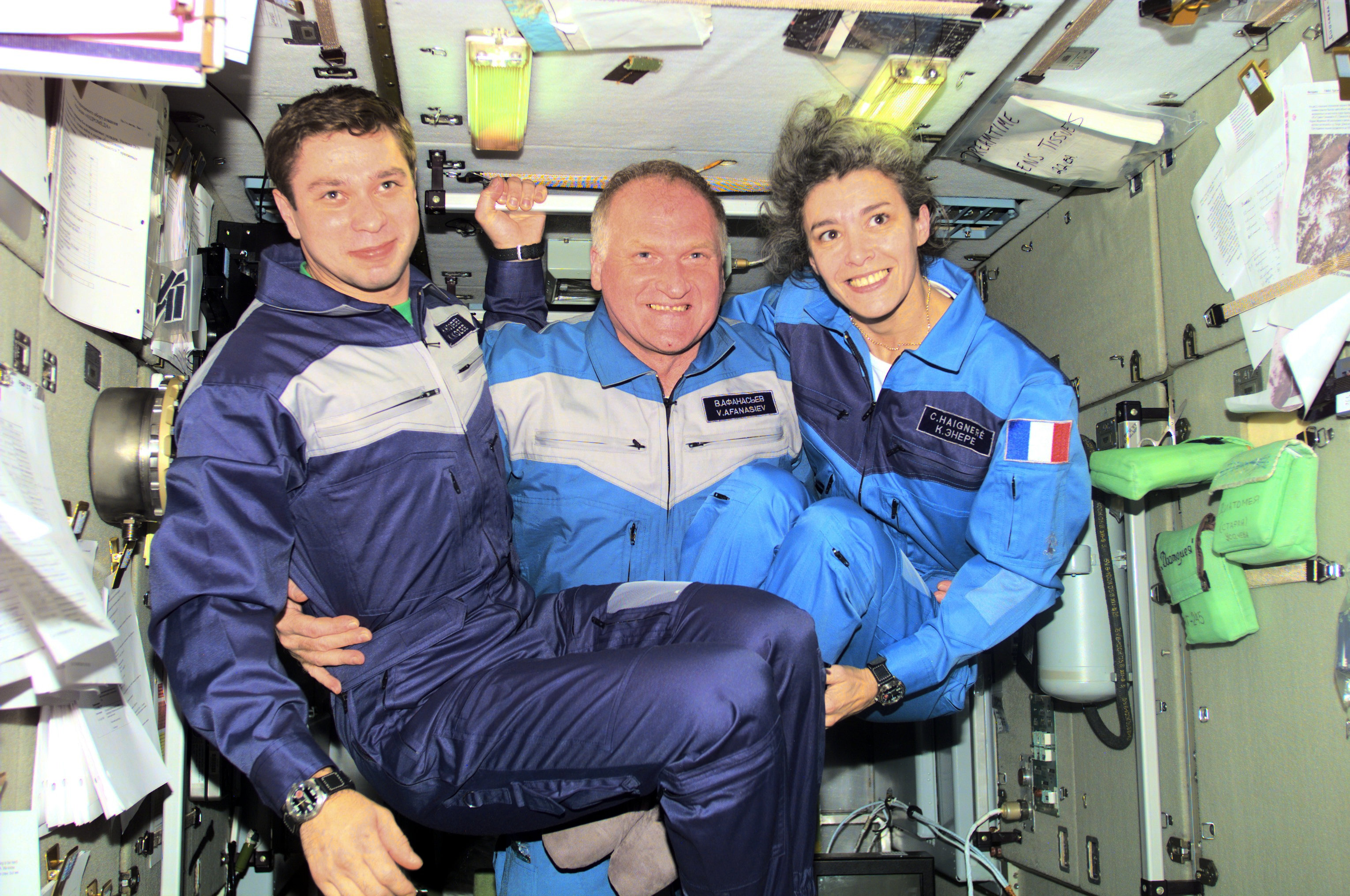
کلودی اِیگنره (راست)، فضانورد فرانسوی، و دو فضانورد روسی در ماموریت سویوز تی‌ام ۳۳

- کلودی آندره‌دشه ایگنره

### بریتانیا
- هلن شارمن

### هندوستان
- کالپانا چاولا (هند-آمریکا)
- سونیتا ویلیامز (هند-آمریکا)

### ایران
- انوشه انصاری (ایران-آمریکا)

### چین

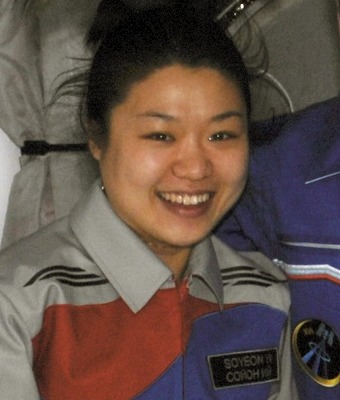
یی سو یئون نخستین فضانورد کره‌ای

- لیو یانگ

### کره جنوبی
- یی سو یئون